# Delias kristianiae
Delias kristianiae é uma rara borboleta que é nomeada em honra à ex- primeira-dama da Indonésia, Kristiani Herrawati. A senhora recebeu um exemplar de D. kristianiae após o baptismo da espécie, que mais tarde doou a um museu.